# Санта Катерина - Контрада (Авелино)
Санта Катерина - Контрада је насеље у Италији у округу Авелино, региону Кампанија.
Према процени из 2011. у насељу је живело 17 становника. Насеље се налази на надморској висини од 495 м.